# Liocichla steerii
Charlatão-de-steere ou rouxinol-da-formosa (Liocichla steerii) é uma espécie de ave da família Timaliidae.
Pode ser encontrada nos seguintes países: China e Taiwan.